# Komuna e Qukësit
Komuna e Qukësit är en kommun i Albanien.   Den ligger i prefekturen Qarku i Elbasanit, i den centrala delen av landet, 60 km sydost om huvudstaden Tirana.
Trakten runt Komuna e Qukësit består till största delen av jordbruksmark.  Runt Komuna e Qukësit är det ganska tätbefolkat, med 75 invånare per kvadratkilometer.